# Macugnaga
Macugnaga é uma comuna italiana da região do Piemonte, província do Verbano Cusio Ossola, com cerca de 653 habitantes. Estende-se por uma área de 98 km², tendo uma densidade populacional de 7 hab/km². Faz fronteira com Alagna Valsesia (VC), Carcoforo (VC), Ceppo Morelli, Rima San Giuseppe (VC). Fica na base do maciço do monte Rosa.

## Demografia
| Variação demográfica do município entre 1861 e 2011                               |
|                                                                                   |
| Fonte: Istituto Nazionale di Statistica (ISTAT) - Elaboração gráfica da Wikipedia |